# Departamento de Girardot
El departamento de Girardot es un extinto departamento de Colombia. Fue creado el 5 de agosto de 1908, siendo parte de las reformas administrativas del presidente de la república Rafael Reyes respecto a división territorial. El departamento duró poco, pues el mismo Reyes lo suprimió el 31 de agosto del mismo año por medio del decreto 916, y los municipios que lo conformaban fueron anexados al primigenio distrito capital de Bogotá.

## División territorial
El departamento con capital Girardot estaba conformado de los municipios que formaban las provincias de Tequendama, Girardot y Sumapaz del extinguido departamento de Cundinamarca, por los límites de aquel entonces.
Las tres provincias estaban conformadas así:
- Provincia de Tequendama: La Mesa (capital), Anapoima, El Colegio, Jerusalén, Pulí, Quipile, San Antonio, Tocaima, Tena y Viotá.

- Provincia de Girardot: Girardot (capital), Guataquí, Nariño, Nilo, Ricaurte, Cunday, Carmen, Melgar y Santa Rosa.

- Provincia de Sumapaz: Fusagasugá (capital), Arbeláez, Pandi, Pasca y Tibacuy.